# Том Чејмберс
Томас Доан Чејмберс (енгл. Thomas Doane Chambers; Огден, 21. јун 1959) бивши је амерички кошаркаш. Играо је на позицији крилног центра.
Након што је дипломирао на Универзитету Јута, каријеру је започео у сезони 1981/82. у екипи Сан Дијего клиперси, изабран је као 8. пик на драфту 1981. После две године прешао је у Сијетл суперсониксе, где је провео пет сезона. Провео је наредних пет година (1988–93) у Финикс сансима где је, као кључни играч, помогао тиму да стигне до незаборавног финала НБА лиге 1993. када су Санси поражени са 4-2 од тада доминантних Чикаго булса. Играо је две пуне сезоне у својој матичној држави, за екипу Јуте џез.
Четири пута, у годинама 1987-1991, појавио се на Ол-стар утакмицама, 1987. је проглашен за МВП-а НБА Ол стар утакмице. Године 1989. и 1990. био је изабран у другу петорку лиге.
У сезони 1995/96. отишао је у Израел да игра за шампионски тим Макаби Тел Авив. То није била Чејмберсова најбоља сезона. Вратио се у САД после годину дана и играо је током 1997. године за Шарлот хорнетсе и Филаделфија 76ерсе.
Почетком 2000-их придружио се стручном штабу Финикс санса.

## Успеси

### Појединачни
- НБА Ол-стар меч (4): 1987, 1989, 1990, 1991.
- Најкориснији играч НБА Ол-стар меча (1): 1987.
- Идеални тим НБА — друга постава (2): 1989, 1990.